# Родина, Евгения Сергеевна
Евге́ния Серге́евна Родина (род. 4 февраля 1989, Москва) — российская теннисистка, мастер спорта; победительница одного юниорского турнира Большого шлема в парном разряде (Открытый чемпионат Австралии-2007).

## Общая информация
Маму зовут Оксана (работает тренером в ФТР c возрастной группой девушек до 16 лет); у Евгении также есть младший брат — Александр. Ныне не замужем; от брака с тренером Денисом Штейнгартом у неё есть дочь Анна (род. в 2012 году) и сын Артемий (род. в 2021 году). Крёстной матерью её детей является российская теннисистка Екатерина Бычкова. По утверждению Родиной бывший муж не платит алименты, является наркоманом и его ищут коллекторы.
Пришла в теннис в семь лет при содействии матери. Любимое покрытие — хард.

## Спортивная карьера

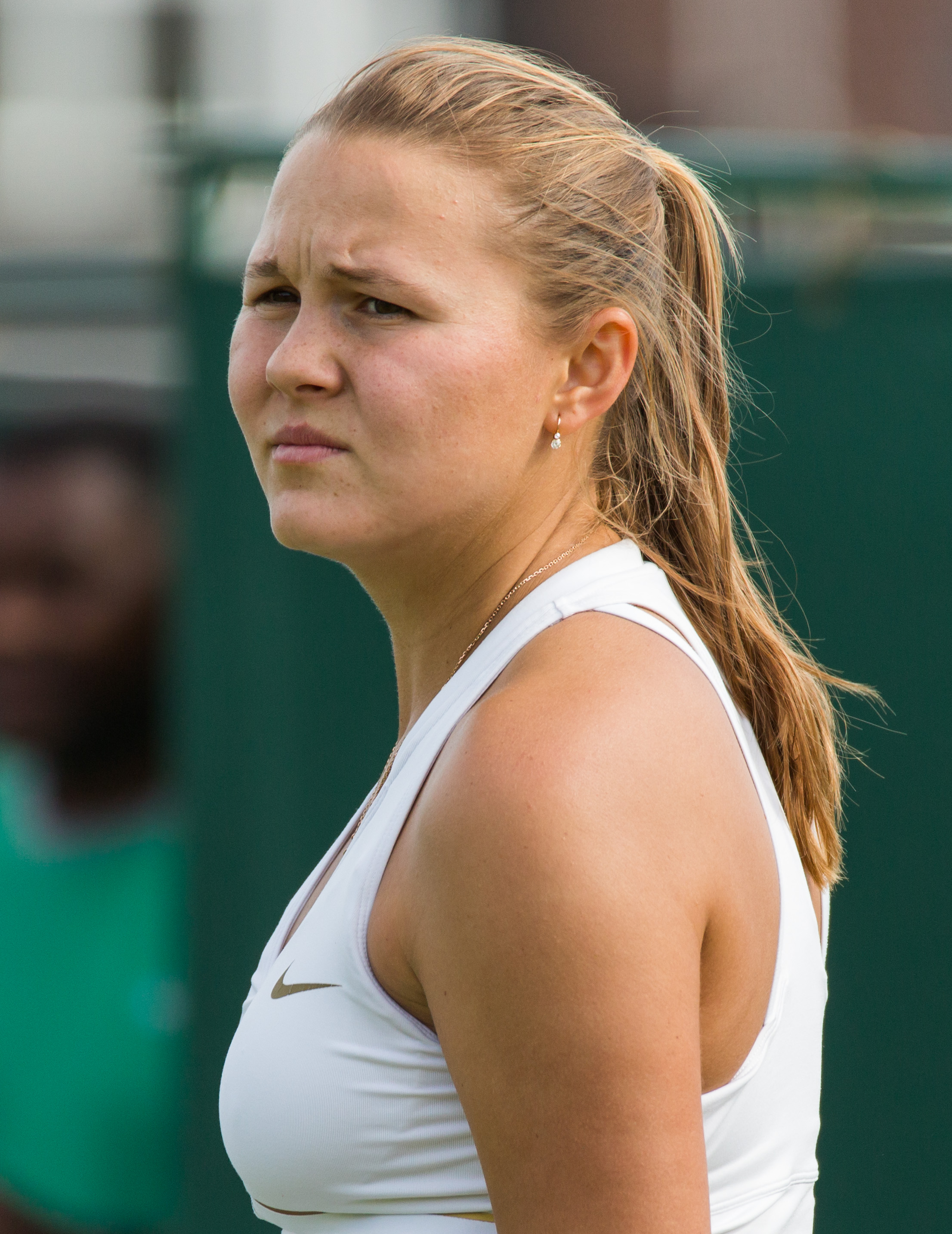
На Уимблдоне 2015 года

На юниорском уровне в 2007 году смогла выиграть Открытый чемпионат Австралии среди девушек в парном разряде совместно с Ариной Родионовой. В одиночном разряде на юниорских турнирах серии Большого шлема четыре раза доходила до четвертьфинала (один в 2005 и трижды в 2007 годах). Первые взрослые турниры сыграла ещё в 2004 году. В мае 2005 года на 10-тысячнике из цикла ITF в Хорватии смогла выйти в финал в одиночках и взять титул в парах. В октябре того же года в возрасте 16 лет дебютировала WTA-туре, получив уайлд-кард на турнир в Ташкенте. Ей удалось выиграть два матча и пробиться в четвертьфинал. В августе 2006 года выиграла первый индивидуальный взрослый приз, став победительнице 25-тысячника ITF в Москве, а в ноябре выиграла ещё один в Минске.
В 2007 году сыграла на всех четырёх квалификациях на Большой шлем, но ни разу не смогла попасть в основную сетку. В октябре выиграла 25-тысячник ITF в Подольске, а в ноябре 50-тысячник в Минске. В 2008 году полностью перешла во взрослый теннис. В марте прошла через квалификацию на крупный турнир в Индиан-Уэлсе, доиграв там до третьего раунда. Дебют на взрослом Большом шлеме состоялся в мае на Открытом чемпионате Франции, где в первом раунде сыграла против Марии Шараповой. 19-летняя Родина смогла навязать борьбу первой ракетке мира и проиграла с общим счётом 1-6, 6-3, 6-8. На Уимблдонском турнире удалось выйти в третий раунд после выигрыша у 27-сеянной Виржини Раззано и Елены Весниной, где она уступила восьмой сеянной Анне Чакветадзе (4-6, 3-6). Этот результат позволил Родиной впервые подняться в топ-100 мирового одиночного рейтинга, но удержаться в нём до конца сезона не получилось.
В 2009 году выиграла два 50-тысячника ITF, а в 2010 году ещё один. В сентябре 2010 года смогла выйти в полуфинал турнира WTA-тура в Ташкенте. В 2011 году на Открытом чемпионате Австралии удалось выиграть первый матч в основной сетке и пройти во второй раунд. В феврале на зальном турнире в Мемфисе вышла в полуфинал. Во второй раунд прошла в том сезоне и на Уимблдонском турнире. Осенью на турнир в Линце попала как лаки-лузер и дошла до четвертьфинала. С апреля 2012 года по август 2013 Евгения не выступала на турнирах в связи с рождением дочери.
По возвращении на корт в 2013 году смогла сыграть в одном одиночном финале на 25-тысячнике в Москве и выиграла парный 50-тысячник в Казани. В 2014 году она выиграла пять 25-тысячников ITF и закрепилась во второй сотне рейтинга. В начале 2015 года впервые за три года она сыграла в основной сетке Большого шлема, пройдя квалификацию на Открытый чемпионат Австралии. Затем в феврале вышла в 1/4 финала турнира в Паттайе. На Уимблдоне вышла во второй раунд, а в июле отметилась ещё одним четвертьфиналом на турнире в Баку. На Открытом чемпионате США россиянка с третьей попытки смогла выйти во второй раунд. Осенью на турнире в Ташкенте прошла в полуфинал и второй раз в карьере финишировала в топ-100 итогового рейтинга, заняв 84-е место.
Первую половину сезона 2016 года Родина провела не слишком удачно. Лишт в июне на траве она начала показывать результаты: четвертьфинал в Хертогенбосе, победа на 50-тысячник из цикла ITF в Великобритании и второй раунд на Уимблдоне. В июле на грунтовом турнире в Гштаде Родина сыграла свой единственный в карьере финал WTA, в который вышла в парном разряде в партнёрстве с немкой Анникой Бек. На Открытом чемпионате США второй год подряд вышла во второй раунд. В конце сезона выиграла самый крупный в одиночной карьере титул, взяв его в младшей серии WTA 125 в Тайбэе.
В июне 2017 года сыграла в четвертьфинале турнира в Хертогенбосе. На Открытом чемпионате США она единственный раз за сезон преодолела барьер первого раунда, попав во второй. В сентябре отметилась лучшим достижением в сезоне, пройдя в полуфинал турнира в Гуанчжоу. В июле 2018 года на Уимблдоне 120-я ракетка мира Родина пробилась через квалификацию в основную сетку и обыграла Антонию Лоттнер, Сорану Кырстю и 10-ю сеянную Мэдисон Киз. В первом в карьере четвёртом раунде Большого шлема она проиграла Серене Уильямс (2-6, 2-6), которая затем дошла до финала. Благодаря этому, россиянка вернулась в топ-100. После Уимблдона она сыграла в Гштаде, где вышла в четвертьфинал. В сентябре она вышла в ещё один в четвертьфинал на турнире в Сеуле, а в ноябре смогла дойти до финала в младшей серии WTA 125 в Лиможе.
В марте 2019 года в команде с Кристиной Плишковой выиграла парный приз серии WTA 125 в Индиан-Уэлсе. 6 мая 2019 года Родина поднялась на высшую в карьере 67-ю позицию в мировом рейтинге. С июля 2019 года по август 2022 года сделала новый перерыв в карьере и в этот период родила второго ребёнка. Возвращение на корт состоялось в 2022 в возрасте 33-х лет на Открытом чемпионате США, где Родина вышла во второй раунд.

## Итоговое место в рейтинге WTA по годам
| Год  | Одиночный рейтинг | Парный рейтинг |
| 2022 | 450               | 1 285          |
| 2020 | 385               | 1 220          |
| 2019 | 177               | 373            |
| 2018 | 88                | 182            |
| 2017 | 83                | 249            |
| 2016 | 104               | 155            |
| 2015 | 84                | 131            |
| 2014 | 152               | 157            |
| 2013 | 468               | 477            |
| 2012 | 343               | 744            |
| 2011 | 93                | 102            |
| 2010 | 103               | 212            |
| 2009 | 113               | 342            |
| 2008 | 133               | 171            |
| 2007 | 133               | 160            |
| 2006 | 233               | 218            |
| 2005 | 323               | 578            |
| 2004 | 1 138             |                |

## Выступления на турнирах

### Финалы турнировWTA 125иITFв одиночном разряде (22)

#### Победы (14)
| Легенда:         |
| ---------------- |
| WTA 125 (1+1)*   |
| 100.000 USD (0)  |
| 75.000 USD (0)   |
| 50.000 USD (5+2) |
| 25.000 USD (8+3) |
| 10.000 USD (0+1) |

| Титулы по покрытиям | Титулы по месту проведения матчей турнира |
| ------------------- | ----------------------------------------- |
| Хард (6+4)*         | Зал (6+2)                                 |
| Грунт (4+3)         | Зал (6+2)                                 |
| Трава (1)           | Открытый воздух (8+5)                     |
| Ковёр (3)           | Открытый воздух (8+5)                     |

* количество побед в одиночном разряде + количество побед в парном разряде.
| №   | Дата             | Турнир                 | Покрытие    | Соперница в финале     | Счёт        |
| 1.  | 26 августа 2006  | Москва, Россия         | Грунт       | Екатерина Макарова     | 7-6(4) 6-3  |
| 2.  | 5 ноября 2006    | Минск, Беларусь        | Ковёр (зал) | Анастасия Павлюченкова | 6-4 6-3     |
| 3.  | 28 октября 2007  | Подольск, Россия       | Хард (зал)  | Анна Лапущенкова       | 6-1 6-3     |
| 4.  | 11 ноября 2007   | Минск, Беларусь        | Хард (зал)  | Сорана Кырстя          | 6-1 6-1     |
| 5.  | 5 апреля 2009    | Ханты-Мансийск, Россия | Ковёр (зал) | Анна Лапущенкова       | 6-3 6-2     |
| 6.  | 22 ноября 2009   | Братислава, Словакия   | Хард (зал)  | Рената Ворачова        | 6-4 6-2     |
| 7.  | 8 августа 2010   | Астана, Казахстан      | Хард        | Екатерина Деголевич    | 4-6 6-1 6-4 |
| 8.  | 6 июля 2014      | Мидделбург, Германия   | Грунт       | Ангелика ван дер Мет   | 7-5 7-5     |
| 9.  | 7 сентября 2014  | Москва, Россия         | Грунт       | Ксения Кнолль          | 7-6(2) 6-1  |
| 10. | 21 сентября 2014 | Добрич, Болгария       | Грунт       | Андрея Миту            | 3-6 7-5 6-3 |
| 11. | 9 ноября 2014    | Шарм-эш-Шейх, Египет   | Хард        | Лаура Зигемунд         | 6-2 6-2     |
| 12. | 16 ноября 2014   | Шарм-эш-Шейх, Египет   | Хард        | Лаура Зигемунд         | 5-7 6-3 6-2 |
| 13. | 19 июня 2016     | Илкли, Великобритания  | Трава       | Ребекка Срамкова       | 6-4 6-4     |
| 14. | 20 ноября 2016   | Тайбэй, Тайвань        | Ковёр (зал) | Чжан Кайчжэнь          | 6-4 6-3     |

#### Поражения (8)
| №  | Дата             | Турнир               | Покрытие   | Соперница в финале     | Счёт           |
| 1. | 8 мая 2005       | Дубровник, Хорватия  | Грунт      | Ваня Чорович           | 4-6 0-6        |
| 2. | 1 апреля 2007    | Москва, Россия       | Хард (зал) | Екатерина Макарова     | 4-6 7-6(6) 3-6 |
| 3. | 15 декабря 2007  | Дубай, ОАЭ           | Хард       | Мария Кириленко        | 5-7 2-6        |
| 4. | 21 ноября 2010   | Братислава, Словакия | Хард (зал) | Катерина Бондаренко    | 6-7(3) 2-6     |
| 5. | 8 сентября 2013  | Москва, Россия       | Грунт      | Анастасия Васильева    | 2-6 1-6        |
| 6. | 31 августа 2014  | Флёрюс, Бельгия      | Грунт      | Кристина Кучова        | 3-6 4-6        |
| 7. | 14 сентября 2014 | Москва, Россия       | Грунт      | Виталия Дьяченко       | 3-6 1-6        |
| 8. | 11 ноября 2018   | Лимож, Франция       | Хард (зал) | Екатерина Александрова | 2-6 2-6        |

### Финалы турнировWTAв парном разряде (1)
| Легенда:                   |
| -------------------------- |
| Турниры Большого шлема (0) |
| Олимпиада (0)              |
| Итоговый турнир WTA (0)    |
| Premier Mandatory (0)      |
| Premier 5 (0)              |
| Premier (0)                |
| International (0)          |

#### Поражения (1)
| №  | Дата         | Турнир           | Покрытие | Партнёрша  | Соперницы в финале              | Счёт           |
| 1. | 17 июля 2016 | Гштад, Швейцария | Грунт    | Анника Бек | Лара Арруабаррена Ксения Кнолль | 1-6 6-3 [8-10] |

### Финалы турнировWTA 125иITFв парном разряде (19)

#### Победы (7)
| №  | Дата            | Турнир              | Покрытие   | Партнёрша              | Соперницы в финале                     | Счёт           |
| 1. | 7 мая 2005      | Дубровник, Хорватия | Грунт      | Наталья Богданова      | Тина Обрез Мета Севсек                 | 4-6 6-4 6-4    |
| 2. | 29 октября 2006 | Подольск, Россия    | Хард (зал) | Анастасия Павлюченкова | Василиса Давыдова Екатерина Деголевич  | 6-1 6-2        |
| 3. | 1 апреля 2007   | Москва, Россия      | Хард (зал) | Алиса Клейбанова       | Екатерина Деголевич Арина Родионова    | 7-6(2) 6-0     |
| 4. | 15 апреля 2007  | Биарриц, Франция    | Грунт      | Евгения Савранская     | Екатерина Иванова Ирина Курянович      | 2-6 6-1 6-3    |
| 5. | 28 апреля 2007  | Торрент, Испания    | Грунт      | Екатерина Иванова      | Марта Марреро Карла Суарес Наварро     | 7-6(7) 3-6 6-2 |
| 6. | 17 августа 2013 | Казань, Россия      | Хард       | Вероника Кудерметова   | Александра Артамонова Мартина Борецкая | 5-7 6-0 [10-8] |
| 7. | 3 марта 2019    | Индиан-Уэлс, США    | Хард       | Кристина Плишкова      | Янина Викмайер Тейлор Таунсенд         | 7-6(7) 6-4     |

#### Поражения (12)
| №   | Дата            | Турнир                    | Покрытие    | Партнёрша            | Соперницы в финале                        | Счёт              |
| 1.  | 22 июля 2006    | Днепропетровск, Украина   | Грунт       | Кристина Антонийчук  | Алёна Антипина Нина Братчикова            | 1-6 7-5 5-7       |
| 2.  | 25 августа 2006 | Москва, Россия            | Грунт       | Михаэла Бузарнеску   | Мария Кондратьева Екатерина Макарова      | 6-4 4-6 1-6       |
| 3.  | 5 ноября 2006   | Минск, Беларусь           | Ковёр (зал) | Екатерина Деголевич  | Дарья Кустова Екатерина Макарова          | 4-6 4-6           |
| 4.  | 10 марта 2007   | Минск, Беларусь           | Ковёр (зал) | Екатерина Макарова   | Ирина Курянович Дарья Кустова             | 6-4 4-6 4-6       |
| 5.  | 14 ноября 2009  | Минск, Беларусь           | Хард (зал)  | Весна Манасиева      | Надежда Киченок Людмила Киченок           | 3-6 6-7(7)        |
| 6.  | 12 июня 2011    | Ноттингем, Великобритания | Трава       | Регина Куликова      | Ева Бирнерова Петра Цетковская            | 3-6 2-6           |
| 7.  | 15 декабря 2013 | Мадрид, Испания           | Хард        | Елица Костова        | Ева Ваканно Деми Схюрс                    | 1-6 2-6           |
| 8.  | 11 мая 2014     | Трнава, Словакия          | Грунт       | Маргарита Гаспарян   | Штефани Фогт Чжэн Сайсай                  | 4-6 2-6           |
| 9.  | 1 июня 2014     | Москва, Россия            | Грунт       | Екатерина Бычкова    | Анна Данилина Ксения Кнолль               | 3-6 2-6           |
| 10. | 6 июля 2014     | Мидделбург, Нидерланды    | Грунт       | Вероника Кудерметова | Бернисе ван де Велде Ангелика ван дер Мет | 6-7(4) 6-3 [5-10] |
| 11. | 17 августа 2014 | Вестенде, Бельгия         | Хард        | Марина Мельникова    | Исалин Бонавентюре Элизе Мертенс          | 2-6 2-6           |
| 12. | 15 мая 2016     | Трнава, Словакия          | Грунт       | Анастасия Севастова  | Анна Калинская Тереза Мигаликова          | 1-6 6-7(4)        |

## История выступлений на турнирах
По состоянию на 2 октября 2023 года
Для того, чтобы предотвратить неразбериху и удваивание счета, информация в этой таблице корректируется только по окончании участия там данного игрока.
| Турнир                       | 2007  | 2008  | 2009  | 2010  | 2011  | 2012  | 2014  | 2015  | 2016  | 2017  | 2018  | 2019  | 2022  | 2023  | Итог   | В/П за карьеру |
| ---------------------------- | ----- | ----- | ----- | ----- | ----- | ----- | ----- | ----- | ----- | ----- | ----- | ----- | ----- | ----- | ------ | -------------- |
| Турниры Большого шлема       |       |       |       |       |       |       |       |       |       |       |       |       |       |       |        |                |
| Открытый чемпионат Австралии | К     | К     | К     | 1Р    | 2Р    | 1Р    | -     | 1Р    | 1Р    | 1Р    | К     | 1Р    | -     | 1Р    | 0 / 8  | 1-8            |
| Открытый чемпионат Франции   | К     | 1Р    | К     | К     | 1Р    | -     | К     | 1Р    | К     | 1P    | К     | 1Р    | -     | -     | 0 / 5  | 0-5            |
| Уимблдонский турнир          | К     | 3Р    | К     | К     | 2Р    | -     | -     | 2Р    | 2Р    | 1Р    | 4Р    | -     | -     | -     | 0 / 6  | 8-6            |
| Открытый чемпионат США       | К     | 1Р    | К     | К     | 1Р    | -     | К     | 2Р    | 2Р    | 2Р    | 1Р    | -     | 2Р    | -     | 0 / 7  | 4-7            |
| Итог                         | 0 / 0 | 0 / 3 | 0 / 0 | 0 / 1 | 0 / 4 | 0 / 1 | 0 / 0 | 0 / 4 | 2 / 3 | 0 / 4 | 0 / 2 | 0 / 2 | 0 / 1 | 0 / 1 | 0 / 26 |                |
| В/П в сезоне                 | 0-0   | 2-3   | 0-0   | 0-1   | 2-4   | 0-1   | 0-0   | 2-4   | 2-3   | 1-4   | 3-2   | 0-2   | 1-1   | 0-1   |        | 13-26          |

К — проигрыш в квалификационном турнире.